# Open Mobile Alliance
La Open Mobile Alliance (OMA), in italiano: Alleanza mobile aperta è un ente di standardizzazione che sviluppa standard aperti per l'industria della telefonia mobile.
L'OMA fu creata nel giugno del 2002 come risposta alla proliferazione di forum dell'industria dove ognuno dialogava con pochi protocolli di applicazioni: il Forum WAP, Il Village Wireless, l'iniziativa SyncML il Forum sull'interoperabilità in loco il forum sull'interoperabilità dei giochi su dispositivi mobili e il Forum sull'internet senza fili nei dispositivi mobili. Vi era così una sovrapposizione delle specifiche, causando una raddoppio del lavoro. L'OMA è nata per portare sotto lo stesso tetto tutte queste iniziative.

## Specifiche Standard
L'OMA ha mantenuto un certo numero di specifiche, tra le quali:
- specifiche di ricerca, ora chiamate "Ricerca e contenuto", precedentemente chiamato WAP browsing. Nella loro versione attuale, queste specifiche si affidano essenzialmente su XHTML Mobile Profile;
- Le specifiche MMS per i messaggi multimediali;
- OMA DRM specifiche per la gestione dei diritti digitali (Digital Rights Management);
- OMA Instant Messaging and Presence Service(OMA IMPS);
- OMA SIMPLE IM messaggistica istantanea basata su SIP-SIMPLE;
- OMA CPM messaggi IP convergenti;
- OMA Client Provisioning (OMA CP);
- OMA Data Synchronization (OMA DS) specifiche per la sincronizzazione dei dati con SyncML;
- OMA Device Management (OMA DM) specifiche per la gestione del dispositivo usando SyncML;
- OMA BCAST specifiche per servizi di Broadcast;
- OMA PoC specifiche Push to talk sul telefono cellulare;
- OMA Presence SIMPLE;
- OMA Service Environment;
- FUMO Firmware update;
- SUPL, un servizio basato su IP per il GPS assistito sui palmari;[1]
- Mobile Location Protocol (MLP), un protocollo IP-based per ottenere la posizione di un dispositivo mobile;
- Wireless Application Protocol 1 (WAP1), stack di protocolli per applicazioni mobili;[2]
- OMA LOCSIP Servizi di localizzazione in SIP/IP Core[3]
- Software Component Management Object (SCOMO), permette ad un amministratore di eseguire gestione del software su un dispositivo remoto.

Le specifiche OMA sono state la base anche per:
- NGSI-LD, rappresenta l'API e il modello informativo specificato da ETSI basato sulle specifiche OMA NGSI-09 e NGSI-10, estendendoli per supportare grafi di modelli semantici definiti in ontologie condivise.